# Microctenonyx subitaneus
Microctenonyx subitaneus là một loài nhện trong họ Linyphiidae.
Loài này thuộc chi Microctenonyx. Microctenonyx subitaneus được Octavius Pickard-Cambridge miêu tả năm 1875.